# 1917年の政治
1917年の政治（1917ねんのせいじ）では、1917年（大正6年）の政治分野に関する出来事について記述する。

## できごと

### 1月
- 1月4日 - アラビアのロレンスがアラブ叛乱軍の指導を開始。
- 1月11日 - 英国、日本艦隊の欧州派遣を本野一郎外相に要請。
- 1月16日 - ドイツ帝国のアルトゥール・ツィンメルマン外相がメキシコ政府に対して対米同盟を提案する電報を送る（ツィンメルマン電報事件）。
- 1月17日 - 米国、デンマークからヴァージン諸島を2500万ドルで買収。
- 1月20日 - 日本興業銀行、朝鮮銀行、・台湾銀行が中華民国に借款を提供（西原亀三の仲介による西原借款）。
- 1月22日 - 米大統領ウッドロー・ウィルソン、「勝利なき平和」を提唱。
- 1月25日 - 衆議院解散。
- 1月 - ロシアで民衆蜂起。

### 2月
- 2月1日 - ドイツ、無制限潜水艦作戦を宣言。
- 2月3日 - 米国、ドイツと国交断絶。
- 2月5日 - メキシコで新憲法制定。
- 2月7日 - 日本海軍が欧州派遣に向け第1・第2特務艦隊を編成。
- 2月10日 - 寺内内閣、日本艦隊の欧州派遣を閣議決定。

### 3月
- 3月8日（ロシア暦・ユリウス暦2月23日） - 露、ペトログラードで食料配給の改善を求めるデモが発生、暴動に発展。
- 3月11日
  - 日本海軍第2特務艦隊がシンガポールを出発。
  - （ロシア暦2月26日）ペトログラード、ネフスキー大通りでデモ隊に対して警官隊が発砲。多数の死傷者が出る。
  - パヴロフスキー連隊の一部が反乱。
  - ミハイル・ロジャンコ国会議長、皇帝ニコライ2世に対して事態沈静化を要請、ツァーリは反乱鎮圧のため数個連隊派遣を命令。
- 3月12日（ロシア暦2月27日）- 他の連隊に反乱拡大。モスクワでも革命。ロシア革命（ロシア二月革命または三月革命）勃発（国会臨時委員会が政権掌握を開始）。
- 3月14日 - 中華民国、ドイツと断交。
- 3月15日（ロシア暦3月2日）- ロシア皇帝ニコライ2世が退位。弟ミハイル大公に譲位。
- 3月16日（ロシア暦3月3日） 
  - ミハイル大公、帝位継承を放棄。ロマノフ朝滅亡。
  - リヴォフ公を首班とする臨時政府樹立。

### 4月

第13回衆議院総選挙党派別勢力図

- 4月4日 - 日本、ロシア臨時政府を承認。
- 4月6日 - 米国、ドイツに宣戦布告[1]。
- 4月14日 - ベヌスティアーノ・カランサメキシコ大統領、ツィンメルマン独外相の提案を拒否。
- 4月16日（ロシア暦4月3日） - ウラジーミル・レーニンら亡命者32名が封印列車（ロシア語版）で帰国。
- 4月17日（ロシア暦4月4日） - レーニン、『四月テーゼ』を発表。ソビエトが全権力を握るべきだと主張。
- 4月20日 - 第13回衆議院議員総選挙。
- 4月 - 中国国会、世界大戦への参戦建議を否決。

### 5月
- 5月10日 - 世界大戦の参戦を討議中の中国国会を督軍団（参戦派の段祺瑞国務総理の影響下にある）が包囲。
- 5月15日 - フィリップ・ペタンがフランス軍最高司令官に就任[2]。
- 5月23日 - 中華民国の黎元洪大総統が段祺瑞国務総理を解任（府院の争い）。

### 6月
- 6月7日 - 安徽督軍の張勲が4300名の兵を率いて北京に入城。
- 6月8日 - 張勲、黎元洪大総統に国会解散を要求（黎大総統は国会を解散）。
- 6月12日 - ギリシャ国王コンスタンティノス1世が退位[3]。
- 6月21日 - 第39特別国会召集。
- 6月29日（ロシア暦6月16日） - ロシア軍がドイツ帝国およびオーストリア・ハンガリー帝国に対してガリツィアで攻撃を開始（ケレンスキー攻勢）。

### 7月
- 7月1日 - 張勲が宣統帝溥儀の復辟を宣言（張勲復辟）。
- 7月3日 - 日本公使館に避難した黎元洪大総統が、段祺瑞、馮国璋に張勲軍の制圧を依頼。
- 7月5日 - 黎元洪大総統、段祺瑞を国務総理に任命。
- 7月6日 - ファイサル・イブン・フサインと英軍ロレンス大尉が率いるオスマン帝国反乱軍がアカバを奪取。
- 7月7日 - 黎元洪大総統、馮国璋を大総統代理に任命。
- 7月初旬 - 孫文、上海から広州に移動。
- 7月12日 - 段祺瑞率いる討逆軍が張勲軍を破り、北京に入城。宣統帝溥儀が退位を宣言。
- 7月14日 - 段祺瑞が北京に入城。
- 7月16日から7月20日 - （ロシア暦7月3日から7月7日） - ペトログラードでボリシェヴィキに率いられた労働者や兵士らが武装蜂起するも臨時政府により鎮圧。
- 7月17日
  - 黎元洪大総統辞任。
  - 英国王室、ジョージ5世の勅命でサクス＝コバーグ＝ゴータ家からウィンザー家に改称。
- 7月19日 - ケレンスキー攻勢失敗。
- 7月20日 - ユーゴスラビア王国の建国を謳ったコルフ宣言（英語版）がセルビアにおいて発表される[4]。
- 7月21日（ロシア暦7月8日） - ロシア臨時政府首相にアレクサンドル・ケレンスキーが就任。

### 8月
- 8月6日 - 中華民国大総統に馮国璋が就任。
- 8月14日 - 中華民国、ドイツに宣戦布告。
- 8月25日 - 広州で国会非常会議開催。広州で中華民国軍政府（広東軍政府）を組織すること、大元帥と元帥を任命し、これらが中華民国の行政権を行使することを会議で決定。

### 9月
- 9月1日 - 国会非常会議、孫文を中華民国軍政府の大元帥に選出。
- 9月10日 - 孫文、軍幹部を任命し広東軍政府が発足。
- 9月12日
  - 日本、金・地金輸出取締令。金本位制が停止。
  - ロシア臨時政府に対して軍最高司令官のラーヴル・コルニーロフがクーデター（コルニーロフ事件（ロシア語版、英語版））。

### 10月
- 10月24日から11月7日 - カポレットの戦い。
- 10月29日 - カポレットの戦いの敗北の責任を取ってパオロ・ボセッリ）内閣総辞職。後継内閣にヴィットーリオ・エマヌエーレ・オルランド内閣が成立。

### 11月
- 11月2日
  - バルフォア宣言発表。
  - 石井・ランシング協定締結。

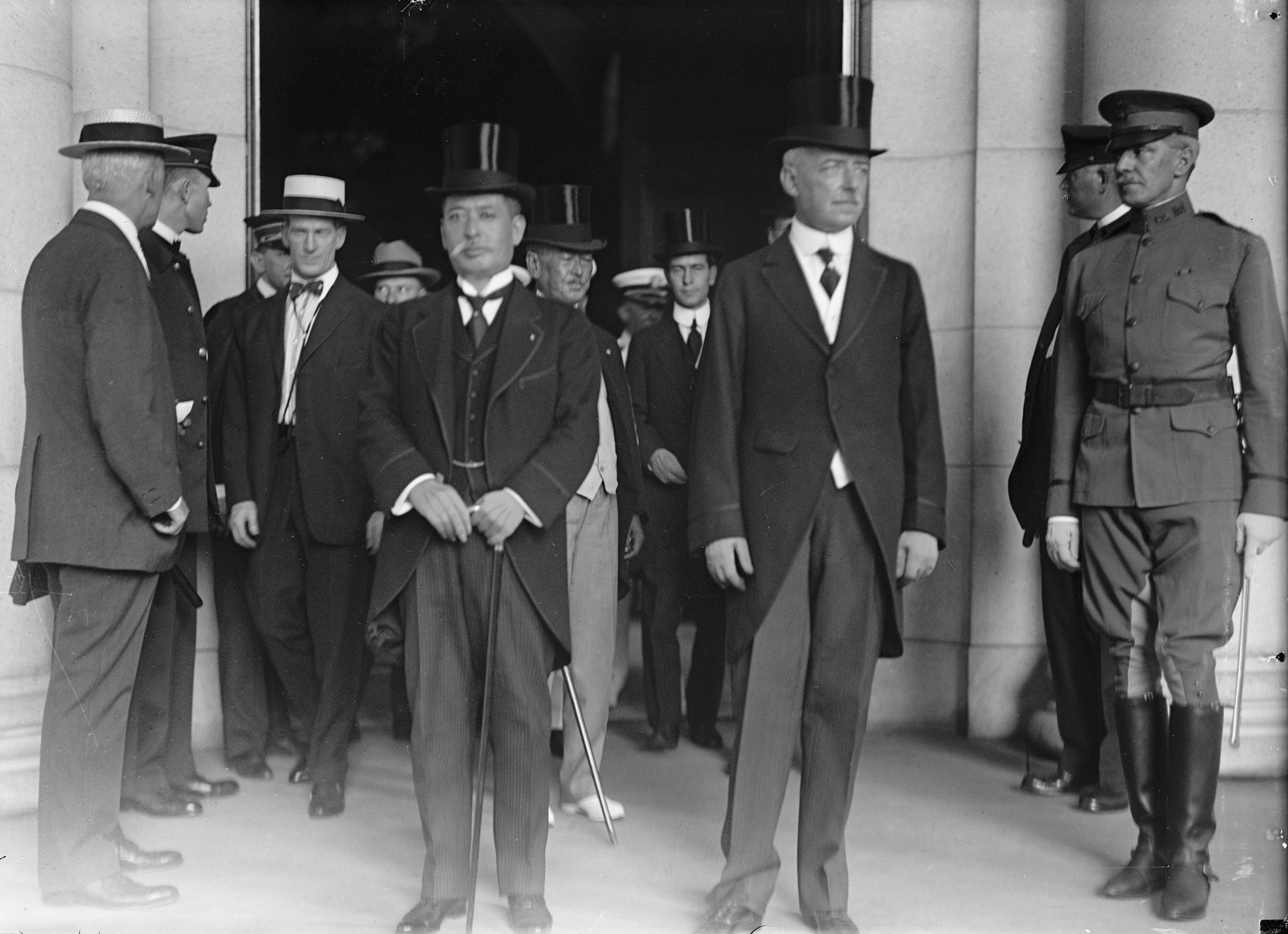
1917年協定締結時のワシントンにおける石井菊次郎外相とロバート・ランシング米国務長官による記念写真

- 11月5日 - 連合国、ヴェルサイユにおいて、最高戦争会議の設置について同意。
- 11月7日（ロシア暦10月25日）- ロシアの首都ペトログラードで労働者、兵士らによる武装蜂起。ボリシェヴィキを中心とするソビエトが政権掌握（ロシア革命、十月革命）。
- 11月8日（ロシア暦10月26日）- ソビエト政権、土地に関する布告、平和に関する布告を発表。
- 11月9日（ロシア暦10月27日）- 人民委員会議（Совет народных коммиссаров、略称:ソヴナルコム）成立。人民委員会議長にレーニンを選出。
- 11月13日 - フランス首相にジョルジュ・クレマンソーが就任。
- 11月20日 - ウクライナ人民共和国独立宣言。
- 11月28日 - エストニア地方議会主権宣言。

### 12月
- 12月6日 - フィンランドがロシアから独立宣言。
- 12月7日 - 米国がオーストリア＝ハンガリー帝国に宣戦布告。
- 12月23日 - 独露、休戦協定締結。
- 12月25日 - 第40議会召集。